# Linda Fowler-Magerl
Linda Fowler-Magerl (geboren als Linda Fowler am 12. September 1939 in Cleveland; gestorben 12. Januar 2017 in Regensburg) war eine amerikanische Historikerin mit dem Forschungsschwerpunkt mittelalterliche Rechtsgeschichte. 
Ihre wichtigsten Forschungen waren dem mittelalterlichen Prozessrecht (Ordo iudicarius) und den kanonischen Sammlungen gewidmet. Sie war Mitarbeiterin des Max-Planck-Instituts für Rechtsgeschichte und arbeitete mit Peter Landau an mehreren DFG-Projekten mit. Von den 1970er Jahren bis kurz vor ihrem Tod arbeitete Fowler(-Magerl) an einer Datenbank, die mittelalterliche kanonische Sammlungen für die Forschung erschloss. Verschiedene Fassungen wurden unter anderem auf CD-ROM zirkuliert, ehe die Datenbank 2010 auf den Servern der MGH online verfügbar gemacht wurde und auch nach ihrem Tod gepflegt wird. Die Datenbank hat zahlreiche Forschungen insbesondere zu nicht edierten Sammlungen erleichtert oder erst möglich gemacht.